# جف بیزوس
جف پرسون بیزوس (به انگلیسی: Jeffrey Preston Bezos، ‎/ˈbeɪzoʊs/‎;) (زادهٔ ۱۲ ژانویهٔ ۱۹۶۴) صاحب رسانه، کارآفرین و سرمایه‌گذار اهل آمریکا در زمینهٔ اینترنت، و نیز رئیس اجرایی هیئت مدیره، مؤسس و مدیرعامل ارشد سابق شرکت آمازون، بزرگ‌ترین شرکت خرده‌فروشی آنلاین در جهان است. بیزوس با ثروت خالص حدوداً ۱۲۶میلیارد دلار آمریکا در آوریل ۲۰۲۲، بنا بر میلیاردرهای جهان مجله فوربز و شاخص میلیاردرهای بلومبرگ ال.پی. اولین شخص ثروتمند در جهان بود، در آوریل سال ۲۰۲۴ او با ثروت ۱۹۴ میلیارد دلار در جایگاه سوم قرار دارد.
او با بنیان‌گذاری وبگاه «آمازون دات‌کام»، نقش کلیدی در زمینهٔ رشد تجارت الکترونیک ایفا کرد. بیزوس در اوت ۲۰۱۳ روزنامه واشینگتن پست را خریداری کرد. همچنین گفته شده که او در مسیر تبدیل شدن به ثروتمندترین فرد در تاریخ معاصر جهان است. وی ۱۰ میلیارد دلار از ثروت خود را صرف تغییرات اقلیمی کرد. همچین وی اولین فردی است با موشک خصوصی به فضا سفر کرده که هزینه تمام این عملیات را خود پرداخت کرده.

## آغاز زندگی
جف بیزوس در ۱۲ ژانویه سال ۱۹۶۴ در آلبوکرکی، نیو مکزیکو زاده شد. مادر او هنگام تولدش نوجوان بود. پدرش تد جورگنسن اهل شیکاگو و مالک دوچرخه‌فروشی بود و زندگی پدر و مادر او بیش از یک سال دوام نداشت و هنگامی که جف نوزاد بود آنها از هم طلاق گرفتند. مادر جف در حالی که جف ۵ سال بیشتر نداشت برای رهایی از بی‌خانمانی با یک مهاجر کوبایی که برای تحصیل به آمریکا مهاجرت کرده بود به نام میگل «مایک» بیزوس ازدواج کرد. مایک بیزوس مدت کوتاهی پس از ازدواج، جف جورگنسن را به فرزندخواندگی پذیرفت و نام خانوادگی او را به بیزوس تغییر داد. پدرخواندهٔ جف پس از پایان تحصیل در شرکتی به نام اکسون به عنوان مهندس آغاز به کار کرد.
به دنبال کوچ خانواده به میامی جف نیز دوران جوانی خود را در ایالت فلوریدا سپری کرد. پس از آن وارد دانشگاه شد و به مطالعهٔ فیزیک پرداخت؛ ولی خیلی زود به رشتهٔ مورد علاقهٔ خود، یعنی علوم رایانه و مهندسی برق در دانشگاه پرینستون وارد شد ودر سال ۱۹۸۶ به عنوان دانشجوی ممتاز از دانشگاه فارغ‌التحصیل شد.

## شکل‌گیری آمازون
جف پس از پایان تحصیل در دانشگاه در چندین شرکت از جمله فیتل (که بر روی پیاده‌سازی شبکه‌های رایانه‌ای کار می‌کرد) و شرکت D. E. Shaw & Co. کار کرد. در این دوران توجه او به رشد بی‌نظیر وب جهان‌گستر معطوف شد. او در کمال تعجب دید که رشد استفاده از اینترنت در سال ۱۹۹۴ نسبت به سال پیش از آن، ۲۳ برابر شده است. از همین‌جا بود که جف ایدهٔ ایجاد یک فروشگاه از راه دور را رسمی‌کرده و شروع به پژوهش در زمینهٔ شرکت‌هایی کرد که کالاهایشان را با و از راه دور ارسال می‌کردند. جف فهرستی از ۲۰ شرکت برتر در این زمینه تهیه کرد. تقریباً همه کالاهای موردنظر جف از طریق این شرکت‌ها فروخته می‌شدند اما هیچ‌یک از آن‌ها به فروش کتاب نمی‌پرداختند و دلیل آن، نبود یک کاتالوگ کامل از عناوین کتاب‌ها بود؛ زیرا عناوین کتاب‌ها بسیار متنوع بودند و تهیهٔ یک کاتالوگ کامل از آنها نیازمند هزینهٔ سنگین و تهیهٔ یک کاتالوگ چند هزار صفحه‌ای بود. روال کار این شرکت‌ها در آن دوران به این گونه بود که اقدام به تهیهٔ یک کاتالوگ از محصولاتشان می‌کردند و ان را برای مشتری ارسال می‌کردند. مشتری نیز پس از دریافت کاتالوگ و انتخاب کالا، آن را سفارش می‌داد.
جف ایدهٔ خود را با شبکهٔ جهانی وب توأم ساخته و به فکر ساخت یک وبگاه برای معرفی عناوین کتاب‌ها کرد. برتری این وبگاه نیز کاملاً وی را توجیه کرده بود:
1. عدم نیاز به تهیهٔ کاتالوگ فیزیکی
2. کاهش چشمگیر هزینه‌ها
3. افزایش سرعت در عملیات خرید
4. امکان تغییر روزانهٔ کاتالوگ و...

اما خطر بزرگ این کار، سرمایه‌گذاری بر روی یک چیز نو، مبهم، و غیرقابل اعتماد به نام اینترنت بود که تا آن هنگام همهٔ مردم آن را یک وسیلهٔ تفریحی و ارتباط جمعی می‌دانستند. او شروع به بررسی در زمینهٔ تجارت کتاب کرد و حتی در همایش سالانهٔ کتاب فروشان شرکت کرد.
بعدها وی در گفتگو با مجلهٔ تایم گفت: «به خود می‌بالیدم از این که ریسک بزرگی می‌کردم که هیچ‌کس حاضر به انجام آن نبود. همه پایهٔ کار را روی چیز تازه‌ای به نام اینترنت می‌گذاشتم که معاملهٔ خطرناکی بود.» بزرگ‌ترین ریسک جف بیزوس هنگامی بود که مادر و پدرخواندهٔ وی از ایدهٔ او پشتیبانی کرده و همه درآمد و پس‌انداز خود را که برای دوران بازنشستگی ذخیره کرده بودند به دست جف سپردند تا شاهد کار جسورانهٔ وی باشند. البته بعدها پاداش کارشان را گرفتند و میلیاردر شدند.
جف نام Abracadabra به معنی ورد و طلسم (برابر «اجی مجی لا ترجی») را برای وبگاه برگزید. اما دوستانش او را متقاعد ساختند که این نام مناسبی نیست و سرانجام نام amazon.com را برگزیدند. رود آمازون نام بزرگ‌ترین رود جهان است و جف نیز باور داشت که وبگاه کوچکش روزی به بزرگ‌ترین کتابخانهٔ جهان بدل خواهد شد.

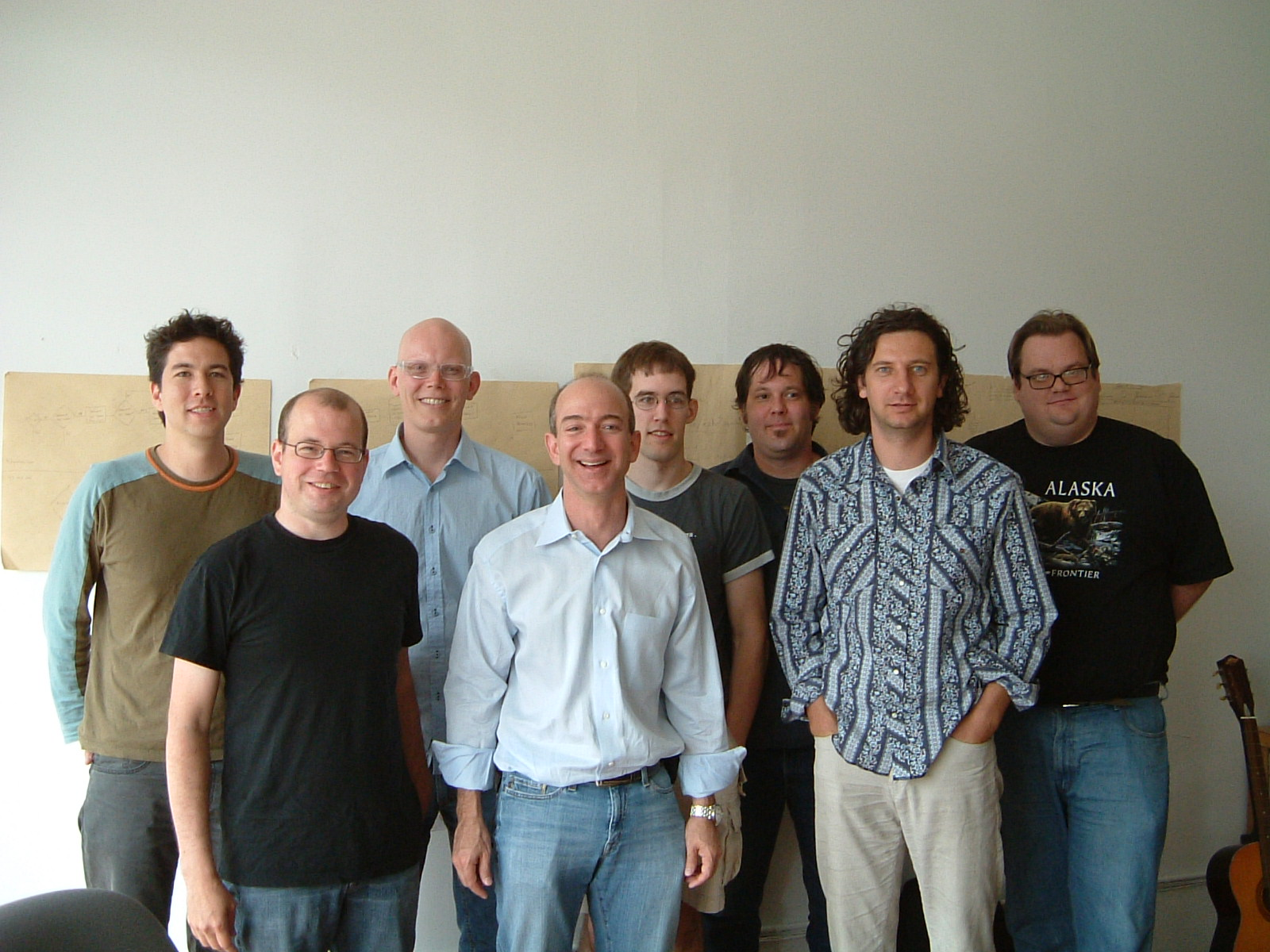
جف بیزوس (وسط) در تعاونی برای رباتیک در سال ۲۰۰۵

## رشد روزافزون آمازون
جف بیزوس برای آغاز رؤیای خود به همراه نامزد خود مکنزی بیزوس به سیاتل، واشینگتن کوچ و در سال ۱۹۹۴ شرکت آمازون را تأسیس کردند. آنها بی‌درنگ یک برنامه‌نویس حرفه‌ای به نام کافان را تشویق کردند تا در شرکت استخدام شود. یک سال بعد در ۱۹۹۵ نخستین ویرایش وبگاه آمازون روی شبکهٔ اینترنت قرار گرفت و در تاریخ ۱۶ ژوئیه ۱۹۹۵ آمازون رسماً کار خود را آغاز کرد.
طولی نکشید که توجه بیشتر رسانه‌ها به وبگاه آمازون و ایدهٔ آن که در آن سال‌ها عجیب به نظر می‌رسید آغاز شد و همین امر تا اندازه زیادی باعث استقبال مردم از آمازون شد. جف می‌گوید: از همان ابتدای کار مشخص بود که رشد خواهیم کرد. با شروع کار آمازون، جف و همکارانش پیوسته در تلاش بودند تا این وبگاه را با سلیقه مشتریان سازگار کرده و همهٔ نیازهای آنان را برآورده کنند. آن‌ها ابتدا ایدهٔ خرید با یک کلیک را پیاده کردند و سپس بخش نظرات خریداران را راه‌اندازی نمودند.
در سال ۱۹۹۷ فروش سهام آمازون از طریق وبگاه، راه‌اندازی شد و در پی آن، کار آمازون به چند کشور دیگر از جمله کانادا، ژاپن، بریتانیا، و فرانسه گسترش یافت. تأکید جف همواره بر روی برآورده ساختن همهٔ نیازها و سلایق مشتریان بود. بدین ترتیب فروش کتاب هرروز با استقبال بیشتری روبرو می‌شد. مشتریان کم‌کم شروع به ارسال ایمیل‌هایی کردند که در آن درخواست ارائه کالاهای دیگری از جمله لوح فشرده و لوازم خانگی از آمازون داشتند. جف نیز بلافاصله کالاهای بیشتری را به فروشگاه افزود و بدین ترتیب روزبه‌روز به دامنه کار آمازون، گسترده‌تر می‌شد.

## راه حل‌ها برای رهایی از بحران
در سال ۲۰۰۰ شرکت آمازون مانند بسیاری از شرکت‌های دیگر تحت تأثیر حباب دات کام قرار گرفت. در این بحران، ارزش شرکت‌های کوچک اینترنتی که در زمان کوتاهی به غول‌های اینترنت تبدیل شده بودند، ناگهان سقوط کرد. در این سال قیمت سهام آمازون افت شدیدی کرد و از ۱۰۶دلار در دسامبر ۱۹۹۹ به ۴۱ دلار در سپتامبر ۲۰۰۰ رسید. آمازون نیز به مرز ورشکستگی نزدیک شده بود و ۱۳۰۰ نفر از کارمندان شرکت را اخراج کرد و کالاهایی که فروش کمی داشتند و سودآور هم نبودند را حذف کرده و شروع به بستن قراردادهایی برای خدمات بهتر به مشتریان و آسان‌سازی فرستادن کالا کرد. در پی این کارها نه تنها آمازون شکست نخورد، بلکه در سال ۲۰۰۳ درآمد خالص آمازون به ۷۳٫۲ میلیون دلار رسید.

## کاوش‌های بیزوس
شرکت‌هایی که کاوش‌های بیزوس در آنها سرمایه‌گذاری هرچند جزئی کرده عبارتند از:
- ایر بی‌ان‌بی اقتصاد شریکی
- Aviary – software (photo editing)
- Basecamp – software (project management)
- بیهنس – self-promotion network
- بلو ارجین – space travel
- بیزنس اینسایدر – publishing
- Crowdrise – for-profit charitable giving platform
- Domo – software (business intelligence)
- دی-ویو سیستمز – quantum computing
- Everfi[۱۴] – technology for education
- Finsphere[۱۵] – software (authentication)
- General Assembly – technology education
- General Fusion – sustainable energy (nuclear fusion)
- Glassybaby – supports cancer patients
- Juno Therapeutics – cancer biopharmaceuticals
- Kongregate – online games
- لیندن لب – online games (زندگی دوم)
- Lookout – technology (mobile security)
- MakerBot Industries – 3D printers
- MFG.com – manufacturer direct marketplace
- نکستدور – localized social networking
- Pelago – online games
- پاورست – natural-language search engine
- Pro.com – home services marketplace
- Qliance – health care
- Rescale – cloud computing simulations
- Rethink Robotics[۱۶] – manufacturing robots
- Sapphire Energy – sustainable energy (crude oil from algae)
- Skytap – cloud computing
- استک اکسچنج – technology publishing
- TeachStreet – search engine to find teachers
- توییتر – social networking
- اوبر – sharing economy
- Vessel – subscription video service
- ویکاریوس (شرکت) – artificial intelligence
- ورک‌دی – software for business
- ZocDoc – software (healthcare appointments)

## ثروت
در سال ۲۰۰۸ مجلهٔ فوربز اعلام کرد، درآمد بیزوس به ۸٫۲ میلیارد دلار رسیده و او در رتبه ۱۱۰ ثروتمندترین مرد جهان ایستاده است. ثروت او در سال ۲۰۱۵ به بیش از ۵۸٫۴ میلیارد دلار رسید.
به گزارش بلومبرگ، صبح روز ۲۷ ژوئیه ۲۰۱۷ با افزایش ارزش سهام کمپانی آمازون، جف بیزوس بنیان‌گذار این شرکت با پشت سر گذاشتن بیل گیتس، به جایگاه ثروتمندترین شخص دنیا رسید.
از آوریل ۲۰۲۰ و هم‌زمان با افزایش چشمگیر خریدهای اینترنتی در پی دنیاگیری کروناویروس در ایالات متحده، ثروت جف بزوس، رئیس و بنیان‌گذار شرکت آمازون به میزان ۳۰ میلیارد دلار افزایش یافته و بهای سهام شرکت آمازون به بالاترین اندازه خود رسید؛ بنابراین بیزوس با ۱۶۲ میلیارد دلار آمریکا داراییِ ثبت‌شده به عنوان ثروتمندترین فرد جهان شناخته شده و ارزش خالص دارایی‌های او ۱۵۲٫۹ میلیارد دلار برآورد شد. دارایی‌های او تا نوامبر ۲۰۲۰، به ۱۸۵٫۵ میلیارد دلار رسید. در آوریل ۲۰۲۴ ثروتش به ۱۹۴ میلیارد دلار رسید.

## جدایی از همسر
در ۹ ژانویه ۲۰۱۹ جف بیزوس در توئیتی اعلام کرد که پس از ۲۵ سال از مکنزی بیزوس، همسر خود، جدا می‌شود. او گفت که با همسرش از این پس به عنوان یک دوست رابطه خواهد داشت. پیش‌بینی اولیه از مبلغ مبادله شده در طلاق ۱۳۷ میلیارد دلار بود، که می‌توانست مکنزی بیزوس را به ثروتمندترین زن جهان تبدیل کند. کمی پس از اعلام رسمی طلاق بیزوس از همسرش، نشریه نشنال اینکوایر پیامک‌های رد و بدل شده بین او و یک مجری تلویزیونی به نام لورن سانچز را منتشر کرد. بر پایه گزارش نشنال اینکوایر بیزوس ماه‌ها با سانچز رابطه پنهانی داشته است. این نشریه ادعا کرد تصاویر برهنه که بین بیزوس و سانچز رد و بدل شده را نیز در اختیار دارد.
پس از افشای پیام‌های بیزوس و سانچز، او برای یافتن منبع این افشاگری، چندین کارآگاه شخصی استخدام کرد. بیزوس طی نوشته‌ای در میدیوم، ادعا کرد نشنال اینکوایر او را تهدید به انتشار تصاویر برهنه کرده و برای اخاذی از او تلاش کرده است. او در نوشته خود، متن همه ایمیل‌های فرستاده شده از نشنال اینکوایر را منتشر کرد. به دلیل رابطه نزدیک سردبیر این نشریه با دونالد ترامپ، رئیس‌جمهور آمریکا، احتمال سیاسی بودن این رخداد مطرح شد. جف بزوس معتقد است که «دونالد ترامپ و محمد بن سلمان در افشاگری علیه او نقش داشته‌اند.» احتمال دست داشتن عربستان سعودی در این اتفاقات با توجه به این مسئله مطرح شد که جمال خاشقجی نویسنده واشینگتن پست، روزنامه تحت تملک بیزوس، بوده است.
نشریه دیلی بیست دست داشتن دولت آمریکا در افشای تصاویر و پیام‌های بیزوس را رد و ادعا کرد مایکل سانچز، برادر لورن، در لو رفتن این محتوا نقش داشته است. همچنین امریکن مدیا، شرکت بالادستی نشنال اینکوایر، بررسی مستقلی پیرامون ادعای اخاذی جف بیزوس آغاز کرد.
جف بیزوس پیش از طلاق مالک بیش از ۱۶ درصد سهام آمازون بود. بر پایه توافق نهایی طلاق، مکنزی بیزوس ۴ درصد از سهام شرکت آمازون را بدون حق رأی دریافت کرد. این ۴ درصد در هنگام توافق، معادل ۳۵ میلیارد دلار بود. در عین حال کنترل جف بیزوس بر روزنامه واشینگتن پست حفظ شد. به این ترتیب جف بیزوس ۷۵ درصد از سهم پیشین خود را در آمازون حفظ کرد و ۲۵ درصد آن به همسر پیشین او تعلق گرفت. مکنزی بیزوس پس از این توافق به چهارمین زن ثروتمند جهان تبدیل شد.